# Lee Hall
Lee Hall (Newcastle upon Tyne, 20 september 1966) is een Brits filmscenarist en toneelschrijver.

## Carrière
Lee Hall begon in de jaren 1990 aan zijn carrière als scenarioschrijver. In 1997 werd zijn script Spoonface Steinberg gebruikt als een hoorspel voor BBC Radio 4. Datzelfde jaar schreef hij ook de tv-film The Student Prince voor de BBC.
Enkele jaren later brak hij door met Billy Elliot (2000). De muzikale dramafilm, die geregisseerd werd Stephen Daldry, leverde hem onder meer een BAFTA- en Oscarnominatie op. In 2005 werkte hij met Daldry en Elton John samen aan een musicalversie van Billy Elliot.
In de daaropvolgende jaren schreef hij ook de scenario's voor War Horse (2011) en Victoria & Abdul (2017). In dezelfde periode werd hij door Elton John ook ingeschakeld om een film over het leven en de carrière van de zanger te schrijven. Halls script werd uiteindelijk door Dexter Fletcher verfilmd onder de titel Rocketman (2019).

## Filmografie
- Billy Elliot (2000)
- Gabriel & Me (2001)
- War Horse (2011)
- Victoria & Abdul (2017)
- Rocketman (2019)
- Cats (2019)